# Piła
Piła (udtale:[ˈpiwa]; tysk: Schneidemühl)  er en by i den nordlige  del af  voivodskabet Storpolen i  det vestlige centrale del af Polen. Byen   har 71.735(2021) indbyggere og et areal på 31,75 km², og er administrationsby  i  powiatet Piła. Den er den største by i det nordlige Storpolen, og ligger ved floden Gwda.  Den er berømt for sine grønne områder, parker og tætte skove i nærheden. Det er et vigtigt vej- og jernbaneknudepunkt, beliggende ved skæringspunktet mellem to hovedlinjer: Poznań–Szczecin og Bydgoszcz–Krzyż Wielkopolski.

## Historie
Piła var oprindeligt en gammel fiskerby.
Efter den tyske koloniseringsbevægelse i det 13. århundrede, og især efter slutningen af den første mongolske invasion af Polen i 1241, kom mange tyske indvandrere til dette tætbevoksede område i Polen. Den generelle immigration af tyske bosættere aftog dog, da Polen under kong Kasimir 4. Jagiellon (1447–1492) endelig besejrede Teutoniske Orden i 1466.
Indtil 1480 var Piła en by ejet af adelen, som tilhørte Maciej Opaliński, som senere overrakte sine besiddelser til kong Kasimir 4. Jagiellon, på hvilket tidspunkt Piła blev en kongeby. Administrativt var det beliggende i powiatet Poznań  i Poznań Vojvodeship i Storpolen i Kongeriget Polen . Det er kendt, at ti år senere blev byens borgere anklaget og straffet for skatteunddragelse, der havde fundet sted over en periode på fem år. 
Under kong Sigismund 1. den Gamle var der immigration af talrige jøder fra Iberiske halvø, Bøhmen og tyske stater. Han tildelte imidlertid kommunale rettigheder på byen Piła den 4. marts 1513, en skelsættende beslutning. Dette var en vigtig begivenhed for Piła, da det gav borgerne, ikke kun status, men også rettighederne til selvadministration og deres eget retsvæsen. Administrationen af byens anliggender var nu i hænderne på tre lovgivende organer, valgt blandt borgerne. De var rådet med borgmesteren, nævningeretten og de ældste i laugene. Kun stillingen som Wójt (borgmester) forblev i hænderne på kronen eller dens stedfortræder, Starosten. Suverænen forblev dog den ultimative dommer, krigsherre og ejer af landet. Da de var fri for vilkårligheden hos en Kastellan eller Wojewoda (guvernør i provinsen) – Piłas byfolk udnyttede  privilegierne ved at eje ejendom, drive  handel og have rettigheder til handelsmesser.